# Paraguay en la Copa Mundial de Fútbol de 1950
Paraguay fue una de las 15 selecciones participantes en la Copa Mundial de Fútbol de Brasil 1950, la cual fue su segunda participación mundialista.

## Clasificación
Paraguay iba a enfrentar en una cuadrangular a Uruguay, Perú y Ecuador para definir a dos clasificados. Ecuador y Perú abandonaron el torneo, por lo que clasificaron al mundial junto a Uruguay.

## Jugadores
Estos fueron los 22 jugadores convocados para el torneo:

## Resultados
Paraguay fue eliminado en la fase de grupos.
| País     | J                  | G                  | E                  | P                  | GF                 | GC                 | GD                 | PTS                |
| -------- | ------------------ | ------------------ | ------------------ | ------------------ | ------------------ | ------------------ | ------------------ | ------------------ |
| Suecia   | 2                  | 1                  | 1                  | 0                  | 5                  | 4                  | +1                 | 3                  |
| Italia   | 2                  | 1                  | 0                  | 1                  | 4                  | 3                  | +1                 | 2                  |
| Paraguay | 2                  | 0                  | 1                  | 1                  | 2                  | 4                  | −2                 | 1                  |
| India    | Abandonó el torneo | Abandonó el torneo | Abandonó el torneo | Abandonó el torneo | Abandonó el torneo | Abandonó el torneo | Abandonó el torneo | Abandonó el torneo |

| 29 de junio de 1950 | Suecia                     | 2-2     | Paraguay                     | Estádio Durival Britto, Curitiba                          |                                                           |
|                     | Sundqvist 17' · Palmér 26' | Reporte | López Fretes 35' · López 74' | Asistencia: 7903 espectadores Árbitro(s): Robert Mitchell | Asistencia: 7903 espectadores Árbitro(s): Robert Mitchell |

| 2 de julio de 1950 | Italia                           | 2-0     | Paraguay | Estádio do Pacaembu, São Paulo |                          |
|                    | Carapellese 12' · Pandolfini 63' | Reporte |          | Árbitro(s): Arthur Ellis       | Árbitro(s): Arthur Ellis |